# Larv (Vara)
Pour les articles homonymes, voir Larv.
Larv est une localité suédoise de 38 hectares située sur le territoire de la paroisse de Larv, à 10 kilomètres au sud-est de Vara.